# Prelci
Prelci (Kvočke; Lasiocampidae) porodica su noćnih leptira zdepastog i dlakavog tijela. Krila su im široka, pri mirovanju uzdignuta poput kvočkinih. Ticala su im češljasta, noge kratke i jake.
Gusjenice imaju mekane dlačice, a na trbuhu i sa strane pramenove dlačica.
Najpoznatije su vrste: hrastova kvočka (Lasiocampa quercus), borova kvočka (Dendrolimus pini), kukavičji suznik (Malacosma neustria).

## Potporodice
1. Chionopsychinae
2. Chondrosteginae Aurivillius, 1927
3. Lasiocampinae Harris, 1841
4. Malacosomatinae Aurivillius, 1927
5. Poecilocampinae Tutt, 1902

### Popis rodova
1. Acosmetoptera
2. Alompra
3. Anadiasa
4. Anastrolos
5. Anchirithra
6. Apatelopteryx
7. Apotolype
8. Archaeopacha
9. Arguda
10. Artace
11. Batatara
12. Beralade
13. Bharetta
14. Bhima
15. Bombycomorpha
16. Bombycopsis
17. Borocera
18. Callopizoma
19. Caloecia
20. Catalebeda
21. Chilena
22. Chionodiptera
23. Chionopsyche
24. Chondrostega
25. Chondrostegoides
26. Chonopla
27. Chrysium
28. Chrysopsyche
29. Closterothrix
30. Cosmeptera
31. Cosmotriche
32. Craspia
33. Crexa
34. Crinocraspeda
35. Cyclophragma
36. Cymatopacha
37. Dasychirinula
38. Dendrolimus
39. Diapalpus
40. Diaphoromorpha
41. Dicogaster
42. Dinometa
43. Dollmania
44. Edwardsimemna
45. Endacantha
46. Epicnapteroides
47. Epitrabala
48. Ergolea
49. Eriogaster
50. Eteinopla
51. Eucraera
52. Euglyphis
53. Eupagopteryx
54. Europtera
55. Eutachyptera
56. Euthrix
57. Euwallengrenia
58. Gastromega
59. Gastropacha
60. Gastroplakaeis
61. Genduara
62. Gloveria
63. Gonobombyx
64. Gonometa
65. Gonopacha
66. Gonotrichidia
67. Grammodora
68. Hallicarnia
69. Haplopacha
70. Henometa
71. Heteropacha
72. Hypopacha
73. Hypotrabala
74. Isais
75. Isostigena
76. Karenkonia
77. Kosala
78. Kunugia
79. Labedera
80. Laeliopsis
81. Lajonquierea
82. Lamprantaugia
83. Lasiocampa
84. Lebeda
85. Lechriolepis
86. Leipoxais
87. Lenodora
88. Leptometa
89. Lerodes
90. Libanopacha
91. Macromphalia
92. Macrothylacia
93. Malacosoma
94. Malacostola
95. Mallocampa
96. Melopla
97. Mesera
98. Mesocelis
99. Metajana
100. Metanastria
101. Micropacha
102. Mimopacha
103. Napta
104. Neoborocera
105. Nesara
106. Neurochyta
107. Norapidia
108. Ochanella
109. Ochrochroma
110. Ocinaropsis
111. Odonestis
112. Odontocheilopteryx
113. Odontocraspis
114. Odontogama
115. Odontopacha
116. Opisthodontia
117. Oplometa
118. Opsirhina
119. Pachymeta
120. Pachymetana
121. Pachymetoides
122. Pachypasa
123. Pachypasoides
124. Paradoxopla
125. Paralebeda
126. Pararguda
127. Pehria
128. Pernattia
129. Phaedria
130. Philotherma
131. Phoberopsis
132. Phoenicladocera
133. Phyllodesma
134. Pinara
135. Poecilocampa
136. Pompeja
137. Porela
138. Prorifrons
139. Pseudoborocera
140. Pseudolyra
141. Pseudometa
142. Pseudophyllodes
143. Psilogaster
144. Ptyssophlebia
145. Quadrina
146. Radhica
147. Raphipeza
148. Rhinobombyx
149. Rhynchobombyx
150. Schausinna
151. Sena
152. Somadasys
153. Sphinta
154. Sporostigena
155. Stenophatna
156. Streblote
157. Strumella
158. Suana
159. Sunnepha
160. Symphyta
161. Syrastrena
162. Syrastrenoides
163. Syrastrenopsis
164. Takanea
165. Tolype
166. Tolytia
167. Trabala
168. Trichiura
169. Trichiurana
170. Trichopisthia
171. Tytocha
172. Voracia